# László Fazekas
László Fazekas, född 15 oktober 1947 i Budapest, är en ungersk före detta fotbollsspelare.
Fazekas blev olympisk guldmedaljör i fotboll vid sommarspelen 1968 i Mexico City.